# Rakhiot
Rakhiot (také Rakhiot Peak) je vrchol vysoký 7 070 m n. m. nacházející se v pohoří Himálaj v Pákistánu. Rakhiot je jeden z předvrcholů hory Nanga Parbat. Leží na konci západního himálajského hřebene v severní pakistanské části Kašmíru. Vrchol je součástí dlouhého východního hřebene Nanga Parbat a nachází se asi čtyři kilometry jihovýchodně od hlavního vrcholu.

## Prvovýstup
Prvovýstup provedli horolezci Peter Aschenbrenner a Herbert Kunigk 16. června jako součást německo-americké himálajské expedice z roku 1932.